# Roswell Rudd
Roswell Hopkins Rudd Jr. (17 de noviembre de 1935 - 21 de diciembre de 2017)  fue un trombonista y compositor de jazz estadounidense.
Aunque era experto en una variedad de géneros de jazz (incluido Dixieland, que interpretó mientras estaba en la universidad) y otros géneros musicales, era conocido principalmente por su trabajo en free jazz y de jazz de vanguardia. A partir de 1962, Rudd trabajó extensamente con el saxofonista Archie Shepp. 

## Biografía
Nació en Sharon, Connecticut, Estados Unidos.  Asistió a la Escuela Hotchkiss y se graduó en la Universidad de Yale, donde tocó con Eli's Chosen Six, una banda de estudiantes de dixieland a la que Rudd se unió a mediados de los años cincuenta. El sexteto tocó el bullicioso estilo de jazz tradicional de la época y grabó dos álbumes, incluido uno para Columbia Records. Sus colaboraciones con Shepp, Cecil Taylor, John Tchicai y Steve Lacy surgieron de las lecciones aprendidas mientras tocaba trapos y pisotones para universitarios borrachos en Connecticut.  Posteriormente, Rudd enseñó etnomusicología en Bard College y la Universidad de Maine. 
De manera intermitente, durante un período de tres décadas, ayudó a Alan Lomax con su estilo de canción de música mundial (Cantometrics)  y proyectos Global Jukebox. 
En la década de 1960, Rudd participó en grabaciones de free jazz como el New York Art Quartet; la banda sonora de la película New York Eye and Ear Control de 1964; el álbum Communications de la Jazz Composer's Orchestra; y en colaboraciones con Don Cherry, Larry Coryell, Pharoah Sanders y Gato Barbieri. Rudd tuvo amistades de toda la vida con los saxofonistas Shepp y Lacy, e interpretó y grabó la música de Thelonious Monk con Lacy. 
Rudd y su productora y socia Verna Gillis fueron a Mali en 2000 y 2001. Su álbum Malicool (2001) es una colaboración intercultural con el intérprete de kora Toumani Diabaté y otros músicos malienses. 
En 2004, trajo su Trombone Shout Band para actuar en el 4º Festival au Désert en Essakane, región de Tombuctú, Malí. En 2005, amplió su alcance aún más, grabando un álbum con la Mongolian Buryat Band, un grupo de música tradicional de músicos de Mongolia y Buriatia, titulado Blue Mongol. También impartió clases magistrales y talleres tanto en Estados Unidos como en todo el mundo. 
Murió de cáncer de próstata el 21 de diciembre de 2017 en su casa de Kerhonkson, Nueva York.  Sus archivos fueron donados al Instituto Politécnico de Worcester.

## Premios y honores
- Nominación: Premio Grammy a la Mejor Interpretación Vocal Masculina y Mejor Álbum Instrumental de Jazz, Monk's Dream (1999)
- Trombonista del año, Asociación de Periodistas de Jazz (2003–05, 2009–10) [9] [10] [11] [12] [13]
- Mejor trombonista, encuesta de críticos Down Beat (2010) [14]

## Discografía

### Como líder o colíder
| Fecha de grabación                 | Álbum                                                                     | Sello                | Año de lanzamiento | Notas                                                      |
| ---------------------------------- | ------------------------------------------------------------------------- | -------------------- | ------------------ | ---------------------------------------------------------- |
| 1965-11                            | Roswell Rudd                                                              | America Records      | 1971               |                                                            |
| 1966-07                            | Everywhere                                                                | Impulse!             | 1967               | También lanzado como parte de Mixed                        |
| 1973-07                            | Numatik Swing Band                                                        | JCOA                 | 1973               | En vivo con la Jazz Composer's Orchestra                   |
| 1974-03                            | Flexible Flyer                                                            | Freedom              | 1975               | En vivo                                                    |
| 1976-03                            | Blown Bone                                                                | Philips / Emanem     | 1979               |                                                            |
| 1976-05                            | Inside Job                                                                | Freedom              | 1976               | En vivo                                                    |
| 1978-07                            | Sharing                                                                   | Dischi Della Quercia | 1978               | Con Giorgio Gaslini                                        |
| 1979-03                            | The Definitive Roswell Rudd                                               | Horo                 | 1979               | Rudd tocó todos los instrumentos.                          |
| 1982-05                            | Regeneration                                                              | Soul Note            | 1983               | Con Steve Lacy, Misha Mengelberg, Kent Carter, Han Bennink |
| 1996-11                            | The Unheard Herbie Nichols, Vol. 1                                        | CIMP                 | 1997               |                                                            |
| 1996-11                            | The Unheard Herbie Nichols, Vol. 2                                        | CIMP                 | 1997               |                                                            |
| 1999-06                            | Monk's Dream                                                              | Verve                | 2000               |                                                            |
| 1999-03 – 2000-01                  | Broad Strokes                                                             | Knitting Factory     | 2000               |                                                            |
| 2000-01                            | Eventuality: The Charlie Kohlhase Quintet Plays the Music of Roswell Rudd | Nada                 | 2000               |                                                            |
| 2000-09                            | Live in New York                                                          | Verve                | 2001               | En vivo con Archie Shepp                                   |
| 2001-01                            | Malicool                                                                  | Sunnyside            | 2002               | Con Toumani Diabaté                                        |
| 2002-01– 2004-03                   | Roswell Rudd &amp; Duck Baker: Live                                       | Dot Time             | 2021               | En vivo con Duck Baker                                     |
| 2004-08                            | Airwalkers                                                                | Clean Feed           | 2006               | Con Mark Dresser                                           |
| 2005-10                            | Blue Mongol                                                               | Sunnyside            | 2005               |                                                            |
| 2002-06, 2002-07, 2003-01, 2006-05 | El Espíritu Jíbaro                                                        | Sunnyside            | 2007               | Con Yomo Toro                                              |
| 2008-06                            | Keep Your Heart Right                                                     | Sunnyside            | 2008               |                                                            |
| 2008?                              | El Encuentro                                                              | Mojito               | 2008               | Con David Oquendo                                          |
| 2009?                              | Trombone Tribe                                                            | Sunnyside            | 2009               |                                                            |
| 2011?                              | The Incredible Honk                                                       | Sunnyside            | 2011               |                                                            |
| 2013?                              | Trombone for Lovers                                                       | Sunnyside            | 2013               |                                                            |
| 2014-07                            | Strength &amp; Power                                                      | RareNoiseRecords     | 2016               |                                                            |
| 2016                               | August Love Song                                                          | Red House            | 2016               | Con Heather Masse                                          |
| 2017?                              | Embrace                                                                   | RareNoiseRecords     | 2017               |                                                            |

### Como un miembro
Banda Dixieland de la Universidad de Yale, Eli's Chosen Six
- College Jazz: Dixieland (Columbia, 1957)
- Ivy League Jazz (Golden Crest, 1957)

The New York Art Quartet
- 1964: New York Art Quartet (ESP-Disk, 1965)
- 1965: Mohawk (Fontana, 1965)
- 1965: Old Stuff (Cuneiform, 2010) – en vivo
- 1999: 35th Reunion (DIW, 2000)
- box set: Call It Art (Triple Point, 2013) [5LP] – contiene cuatro horas de material inédito y un libro de más de 150 páginas.

### Como acompañante
Con Carla Bley
- Escalator over the Hill (JCOA, 1971)
- Dinner Music (Watt, 1976)
- European Tour 1977 (Watt, 1977)
- Musique Mecanique (Watt, 1979)

Con Elton Dean
- Rumors of an Incident (Slam, 1996)
- Newsense (Slam, 1997)

Con Archie Shepp
- Four for Trane (Impulse!, 1964)
- Archie Shepp Live in San Francisco (Impulse!, 1966)
- Mama Too Tight (Impulse!, 1967) – rec. 1966
- Life at the Donaueschingen Music Festival (SABA, 1968)

Con otros
- Buell Neidlinger, Cecil Taylor, New York City R&B (Mosaic, 1961)
- Gil Evans, Into the Hot (Impulse!, 1962)
- Steve Lacy, Dennis Charles, Henry Grimes School Days (Hathut, 1963)
- Robin Kenyatta, Until (Atlantic, 1966)
- Don Cherry, Albert Ayler, John Tchicai and Gary Peacock, New York Eye and Ear Control (ESP-Disk, 1967)
- Michael Mantler, The Jazz Composer's Orchestra (JCOA, 1968)
- Gato Barbieri, The Third World (Flying Dutchman, 1969)
- Charlie Haden, Liberation Music Orchestra (Impulse!, 1971)
- Marcello Melis and Don Moye, Village on the Left (Soul Note, 1974)
- Steve Lacy, Beaver Harris, Kent Carter, Trickles (Soul Note, 1975)
- Hans Dulfer, Arjen Gorter, and Martin van Duynhoven, Maine (Bvhaast, 1976)
- Marcello Melis and Enrico Rava, Don Moye, Gruppo Rubanu, The New Village on the Left (Black Saint, 1977)
- Enrico Rava, J.F. JennyClarke and Aldo Romano, Enrico Rava Quartet (ECM, 1978)
- Sangeeta Michael Berardi, Rashied Ali, Eddie Gomez, Archie Shepp, Divine Song (Sunjump, 1979)
- V.A., Interpretations of Monk  (DIW, 1981)
- Hal Willner, That's the Way I Feel Now: A tribute to Thelonious Monk (A&M, 1984)
- Paul Haines, Darn it (American Clave, 1992)
- Allen Lowe, Dark Was the Night (Music & Arts, 1994)
- NRBQ and Terry Adams, Wild Weekend (Virgin, 1995)
- Allen Lowe, Woyzeck's Death (Enja, 1995)
- Keith Tippett et al., Bladik (Cuneiform, 1996)
- NRBQ and Terry Adams, Terrible (New World, 1996)
- Nexus Orchestra, Seize the Time (Splasch, 2002)
- Dime Grind Palace, Sex Mob (Ropeadope, 2003)
- one track with Sonic Youth, The Harry Smith Project (Shout! Factory, 2006)
- Michael Mantler, Concertos (ECM, 2008) – rec. 2007
- The Second Approach Trio, The Light (Solyd, 2009)